# 935

## Nașteri
- Firdoùsi, poet persan (d. 1025)

- Hrotsvitha, poetă și călugăriță germană (d.c. 1002)

- Mieszko I, primul conducător atestat al statului polonez din casa Piast (d. 992)

## Decese
- dată necunoscută: Abu al-Hasan al-Ash'ari  (n. 873)
- 28 septembrie: Venceslau I, Duce al Boemiei  (n. 907)
- dată necunoscută: Arethas  (n. 860)
- dată necunoscută: Werner de Nahegau  (n. 899)